# Festival Internacional de Cine de Locarno de 2011
El Festival Internacional de Cine de Locarno 2011 es la 64.ª edición del Festival Internacional de Cine de Locarno, que se desarrolla entre el 3 y el 13 de agosto de 2011.

## Festival de Cine de Locarno
El Festival Internacional de Cine de Locarno es un festival de cine celebrado en la ciudad Suiza de Locarno. Es la más importante manifestación cinematográfica que tiene lugar en el territorio helvético y una de los más famosas en el mundo. En él se otorgan anualmente los Leopardo de Oro.
El festival, que se celebra todos los años en agosto, es reconocido como "festival competitivo" por la Federación Internacional de Asociaciones de Productores Cinematográficos.
Su característica distintiva es que algunas películas se proyectan en la Piazza Grande de Locarno, una de las más grandes salas al aire libre del mundo con una de las pantallas de cine más grande de Europa (26 metros de largo y 14 de alto), que permite la visión a una platea de 8.000 espectadores.

## Homenajes y Retrospectivas
En la apertura, J. J. Abrams presentará Super 8 en la Piazza Grande. 
La retrospectiva del año será dedicada a Vincente Minnelli. 
Se rindirán homenajes también a la colaboración de Maurice Pialat y Gérard Depardieu, en presencia de este último.

## Jurado
- Paulo Branco
- Louis Garrel
- Sandra Hüller
- Bettina Oberli
- Jasmine Trinca

## Competición
- Abrir puertas y ventanas de Milagros Mumenthaler (Argentina-Suiza)
- Another Earth de Mike Cahill (Estados Unidos)
- Beirut Hotel de Danielle Arbid (Líbano)
- Crulic - Drumul Spre Dincolo d’Anca Damian (Rumania)
- Dernière Séance de Laurent Achard (France)
- Din Dragoste Cu Cele Mai Bune Intentii d’Adrian Sitaru (Rumania)
- El año del tigre de Sebastián Lelio (Chile)
- Hashoter de Nadav Lapid (Israel)
- Les Chants de Mandrin de Rabah Ameur-Zaïmeche (Francia)
- Love Life de Nicolas Klotz (Francia)
- Mangrove de Frédéric Choffat y Julie Gilbert (Suiza)
- Onder Ons de Marco Van Geffen (Países Bajos)
- Saudade de Katsuya Tomita (Japón)
- Sette opere di misericordia de Gianluca De Serio|Gianluca y Massimiliano De Serio (Italia)
- Tanathur de Tawfik Abu Wael (Israel)
- Terri d’Azazel Jacobs (Estados Unidos)
- The Loneliest Planet de Julia Loktev (Estados Unidos)
- Tokyo Koen de Shinji Aoyama (Japón)
- Un amour de jeunesse de Mia Hansen-Løve (Francia)
- Vol Spécial de Fernand Mélgar (Suiza)

## Premios
- Leopardo de Honor: Abel Ferrara.
- Premio Raimondo Rezzonico: Mike Medavoy.
- Leopardo de Oro: Abrir puertas y ventanas.[2]
- Premio Especial del Jurado: Hashoter.
- Premio al Mejor Director: Adrian Sitaru.
- Leopardo a la mejor actriz: María Canale
- Leopardo al Mejor Actor: Bogdan Dumitrache.

## Galería de fotos

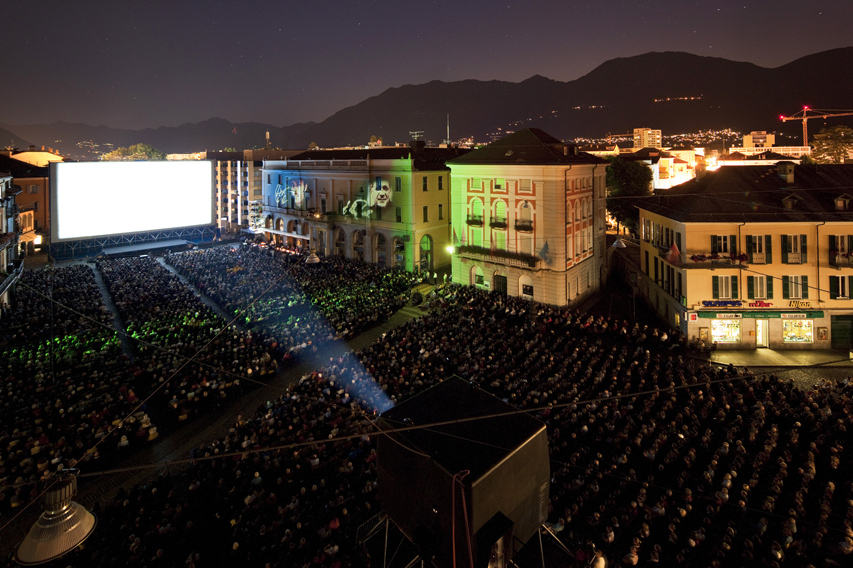
Piazza Grande durante el Festival Internacional de Cine de Locarno.
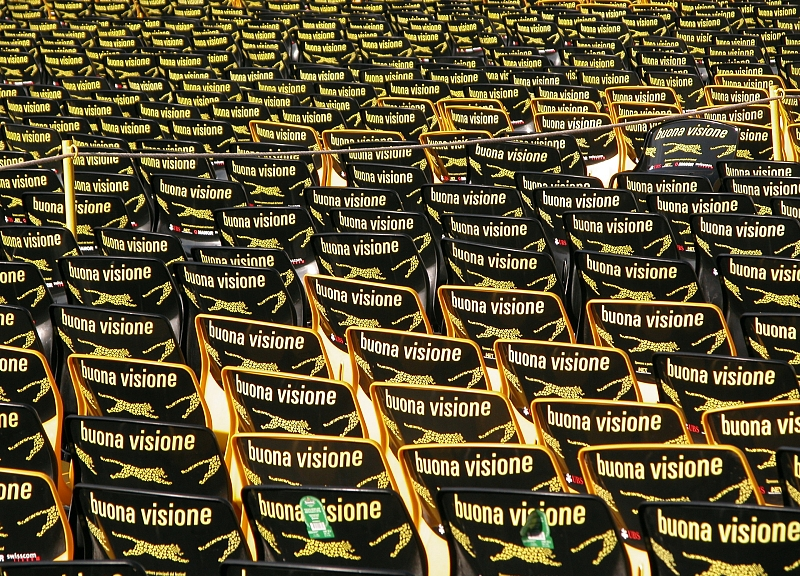
Sillas en Locarno.
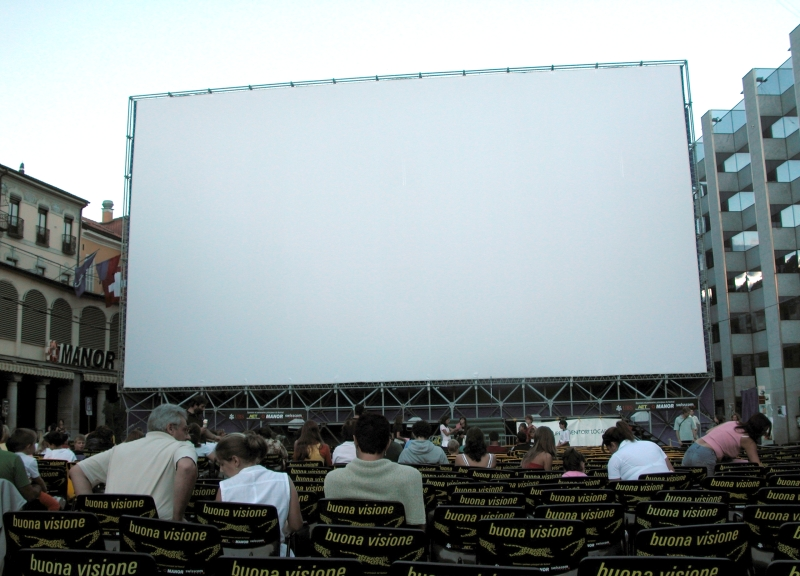
Piazza Grande durante el Festival Internacional de Cine de Locarno.
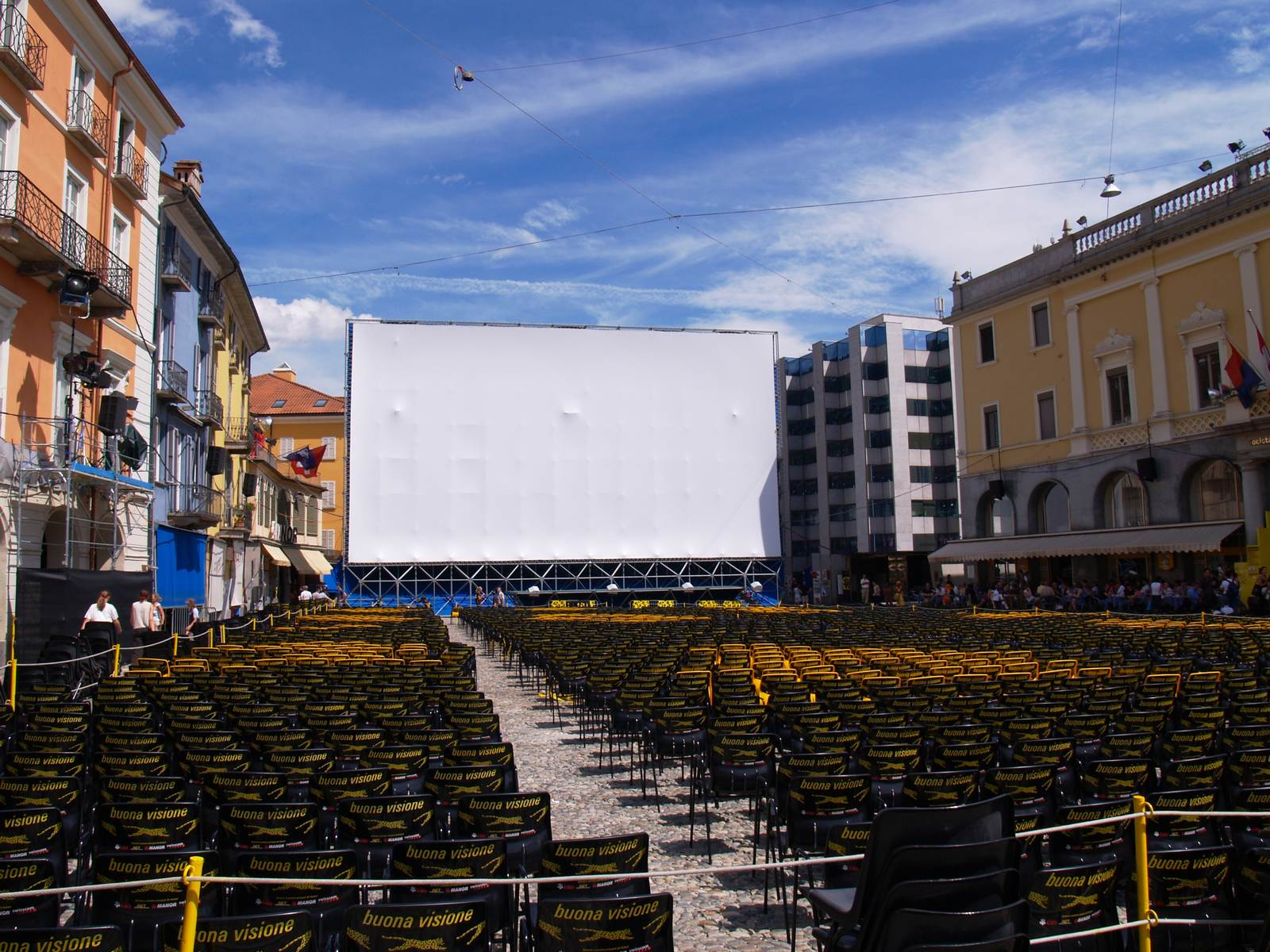
La Piazza Grande de Locarno durante la presentación del Festival.